# Траспії
Траспії (грец. Τράσπιες) — один зі скіфських етнонімів, відомий нам лише з Геродота (Історія, IV, 5-6).
У Геродота траспії згадані як одна з груп, що була складовою етносу сколоти, у відомому міфі про «небесне золото та царсьтво сколотів». У наведеному міфі траспії згадані у парі з катіарами.
Ж. Дюмезіль щодо цієї пари висловив наступне припущення:
| «Різні ознаки вказують на те, що два боги-близнюки, які протегували третю функцію у індоіранців, діючи дуже дружно, займалися, мабуть, один кіньми, інший биками: такий в Індії статус епічних близнюків Накули і Сахадеви, які являють втілення богів — своїх батьків Насат'їв або Ашвінів, такі ж в Авесті і два персонажі-близнюки — Gəuš Urvan і Drvāspā („Душа бика“ і „(богиня) зі здоровими кіньми“) … Отже, якщо серія з чотирьох цікавлячих нас імен має розподілитися по трьох функціях, то, заздалегідь ймовірно, що пара γενη, що походить від Арпоксая … відноситься до „третьої функції“».[2] |
Існує інша думка, яка ґрунтується на порівнянні скіфсьного об'єднання з державними утвореннями кочовиків Середньовічча, за якою взагалі розподіл скіфського (сколотського) загалу на паралатів, авхатів та пари катіари-траспії розглядається не як соціальна структура, а як військово-політична організація скіфсько орди, де катіарам і траспіям відводилося місце «лівого крила», вільних рядових общинників.
Варто звернути увагу на наступне:
| «пов'язування представників будь-якого соціального прошарку до певної території проживання можлива лише в тих випадках, коли соціальний та етнічний розподіл деякою мірою збігається, тобто коли, наприклад, будь-яке підкорене плем'я отримує у структурі суспільства статус нижчої соціальної категорії; приклади такої ситуації в давнину відомі… є певні підстави припускати наявність її і у Скіфії».[4] |
Переконливої етимології не висловлено.